# Montmorillonit
Montmorillonit (Al2[(OH)2/Si4O10]•nH2O) er et lermineral.
Montmorillonit dannes, når de udfældes fra vandopløsning som mikroskopiske krystaller, ler. Det er opkaldt efter Montmorillon i Frankrig. Montmorillonit, et medlem af smektitgruppen, er en 2:1 ler, hvilket betyder, at den har to tetrahedrale lag Siliciumdioxid, der sandwicher et centralt oktaedrisk aluminiumoxid. Partiklerne er pladeformede med en gennemsnitlig diameter på omkring 1 μm og en tykkelse på 9,6 nm; Forstørrelse på ca. 25.000 gange, ved anvendelse af et elektronmikroskop, er nødvendigt for at "se" individuelle lerpartikler. Medlemmer af denne gruppe omfatter saponit.
Montmorillonit er en underklasse af lermineraler, et 2:1 phyllosilikatmineral der er karakteriseret som at have større end 50% oktaedisk ladning; dets kationudvekslingskapacitet skyldes isomorf substitution af magnesium for aluminium i det centrale aluminiumoxidplan. Substitutionen af lavere valence kationer i sådanne tilfælde efterlader de nærliggende oxygenatomer med en netto negativ ladning, der kan tiltrække kationer. I modsætning hertil er beidellit et lermineral med større end 50 % tetrahedral ladning stammende fra isomorf substitution af aluminium til silicium i silikatpladen.
De enkelte krystaller af montmorillonit-ler er ikke tæt bundet, hvorfor vand kan gribe ind, hvilket får leret til at svulme. Vandindholdet i montmorillonit er variabelt, og det øges kraftigt i volumen, når det absorberer vand. Kemisk er det hydratiseret natriumcalciumaluminiummagnesiumsilicathydroxid, hvor kalium, jern og andre kationer er almindelige substitutter, og det nøjagtige forhold mellem kationer varierer med oprindelseskilde. Det forekommer ofte blandet med klorit, muskovit, illit, cookeit og kaolinit.